# 220 Volt Live
220 Volt Live è un album live del gruppo di musica elettronica tedesco Tangerine Dream, registrato dal vivo nel 1992 negli USA.

## Tracce
Musiche di Edgar Froese e Jerome Froese, eccetto dove indicato.
1. Oriental Haze – 6:52
2. Two Bunch Palms – 5:48
3. 220 Volt – 9:01
4. Homeless – 9:48
5. Sundance Kid – 8:04
6. Backstreet Hero – 8:49
7. The Blue Bridge – 4:47
8. Hamlet – 8:30
9. Dreamtime – 3:46
10. Purple Haze – 3:32 (Jimi Hendrix)
11. Treasure of Innocence – 3:41

## Formazione
- Edgar Froese – tastiere, chitarra
- Jerome Froese – tastiere, chitarra
- Zlatko Perica – chitarra
- Linda Spa – sassofono, tastiere